# Ampithoe rubricata
Ampithoe rubricata is een vlokreeftensoort uit de familie van de Ampithoidae. De wetenschappelijke naam van de soort is voor het eerst geldig gepubliceerd in 1818 door Montagu.